# Кара Петър Трявналията
Кара Петър Трявналията е български революционер в Четата на Таньо войвода през 1876 година.

## Биография
Липсват достатъчно биографични данни за него, но съдейки по името му изследователите допускат, че той произхожда от Трявна. Вероятно е сред четниците, подготвени за бойни действия от революционния комитет в Олтеница. Кара Петър загива на 27 май 1876 г. в последното сражение на четата на Керчан баир при днешното село Априлово. Главата му е отрязана и заедно с тези на войводата и на Гено Гроша по-късно е погребана в разградските гробища..